# Kingda Ka

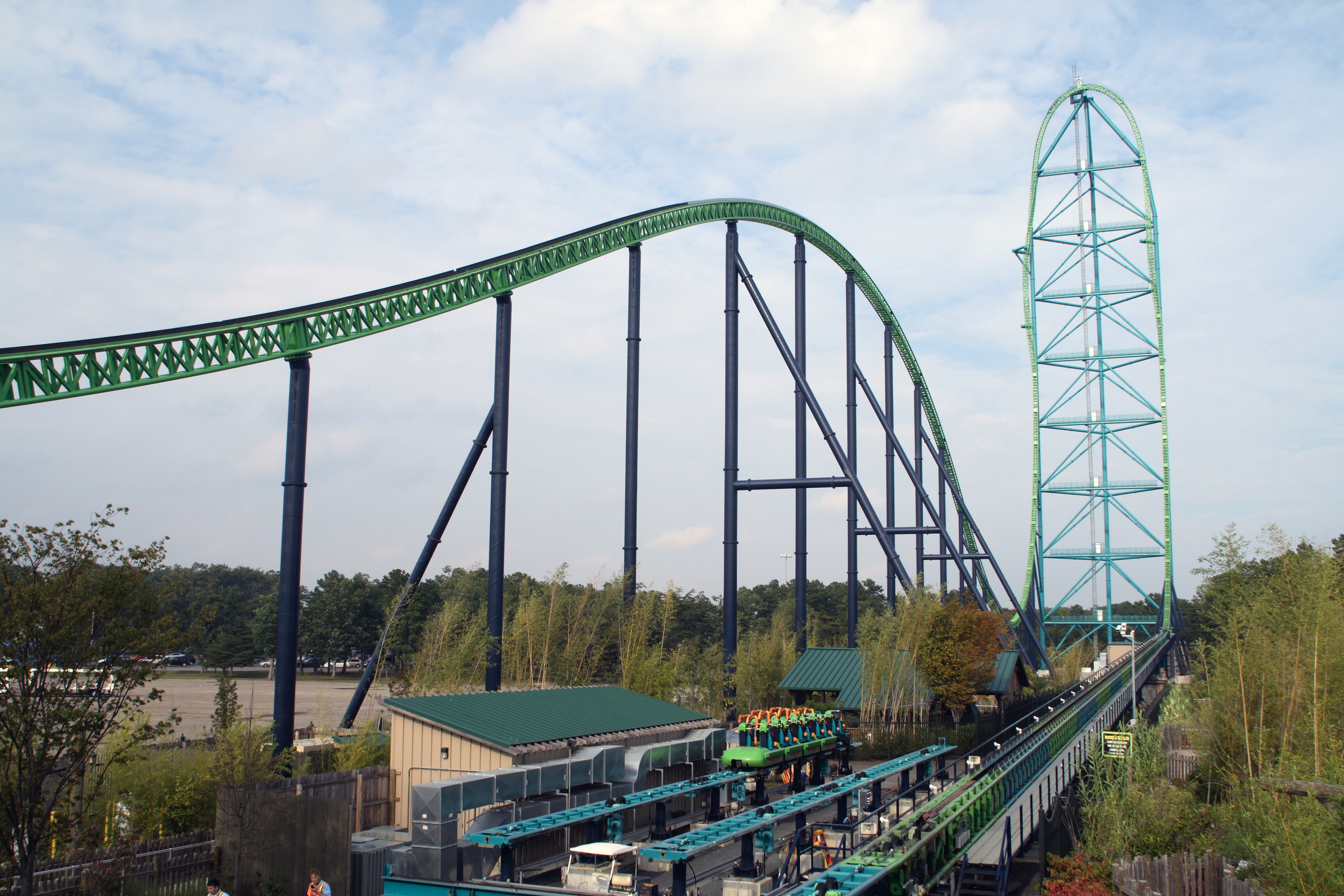
Американская горка «Kingda Ka»

Kingda Ka — аттракцион, самые высокие и вторые по скорости американские горки в мире. Расположен в парке Six Flags Great Adventure в городке Джексоне (штат Нью-Джерси, США).
Гидравлический механизм разгоняет тележки до скорости более 200 км/ч за 3,5 с. В конце разгонного участка тележки поднимаются на главную башню на высоту 139 м. Расстояние, преодолеваемое тележками до окончания заезда, составляет 950 м.

## История
О планах строительства новых американских горок было объявлено 10 сентября 2003 года. Представители парка объявили, что собираются возвести «самый высокий и самый быстрый на Земле» аттракцион высотой 139 м и достигающий скорости 206 км/ч за 3,5 с. 13 января 2005 года была завершена постройка главной башни, 21 мая 2005 года состоялось открытие Kingda Ka. На тот момент аттракцион установил рекорд высоты и скорости, отобрав первенство у Top Thrill Dragster в Cedar Point. Рекорд скорости продержался до ноября 2010 года, когда в строй вступили Formula Rossa в Ferrari World. Как и Top Thrill Dragster, новые американские горки спроектировала швейцарская компания Intamin. Оба аттракциона имеют сходную конструкцию и отличаются оформлением и дополнительным возвышением у Kingda Ka. Детали обоих аттракционов изготавливала компания Stakotra, монтаж выполнен компанией Martin & Vleminckx.
29 августа 2013 года Six Flags Great Adventure официально объявила об открытии в 2014 году аттракциона Zumanjaro: Drop of Doom, в качестве основного элемента использующего башню Kingda Ka. По проекту Intamin на башне установили три гондолы, для проведения монтажа в начале сезона 2014 года Kingda Ka закрыли. Повторное открытие состоялось в уикенд перед Днём поминовения (последний понедельник мая), а запуск Zumanjaro: Drop of Doom состоялось 4 июля 2014 года.

## Описание
Трасса Kingda Ka почти совпадает с Top Thrill Dragster. После того как тележки закрыты и проверены, поезд медленно отходит от станции в зону запуска. Он проходит мимо стрелки, позволяющей запускать по двум путям одновременно до четырёх поездов. После получения стартового сигнала поезд немного откатывается назад, чтобы включить механизм разгона, и расположенные на рельсах тормоза отпускают тележки. Раздаётся предупреждение: «Руки вниз, голову назад, держитесь!». Запуск осуществляется через пять секунд после шипящего звука, с которым отключается тормозная система, или после голосового предупреждения. Ранее перед запуском раздавался гудок, но он был отключён из-за жалоб жителей близлежащей территории; в настоящее время гудок раздается только при первом запуске аттракциона после продолжительного времени простоя. Когда поезд занимает нужное положение, гидравлический механизм разгоняет его до 206 км/ч за 3,5 секунды. В конце разгонного участка тележки поднимаются на главную башню, достигая высоты 139 м, накреняясь на 90° вправо. Затем поезд спускается вертикально вниз на 127 метров через спираль, поворачивающую его на 270° вправо. Далее следует новый подъём на высоту 39 м, сопровождающийся небольшим периодом невесомости, после чего тележки плавно замедляются магнитными тормозами. На следующем участке поезд входит в левый U-образный поворот и прибывает на станцию. Вся поездка длится 28 с от старта до финиша.
Пиковая мощность гидромотора достигает 20800 л. с. (15,5 МВт). Из-за высокой скорости и расположения на открытом пространстве аттракцион закрывается при лёгком дожде.

### Оформление
Тематическим героем Kingda Ka, давшим название аттракциону, является тигр весом 230 кг, живший в находившемся поблизости зоопарке до переезда в зону сафари. Вывеска аттракциона и станция оформлены в непальском стиле. Линия очереди окружена бамбуковыми загородками, продолжающими тему бенгальских джунглей. Ожидание сопровождает соответствующая стилю музыка, она же играет на всей территории секции Golden Kingdom, организованной вокруг аттракциона. Авторы музыкального оформления — датский дуэт Safri Duo (альбом Episode II), DJ Quicksilver (ремикс композиции Eye of the Tiger группы Survivor).

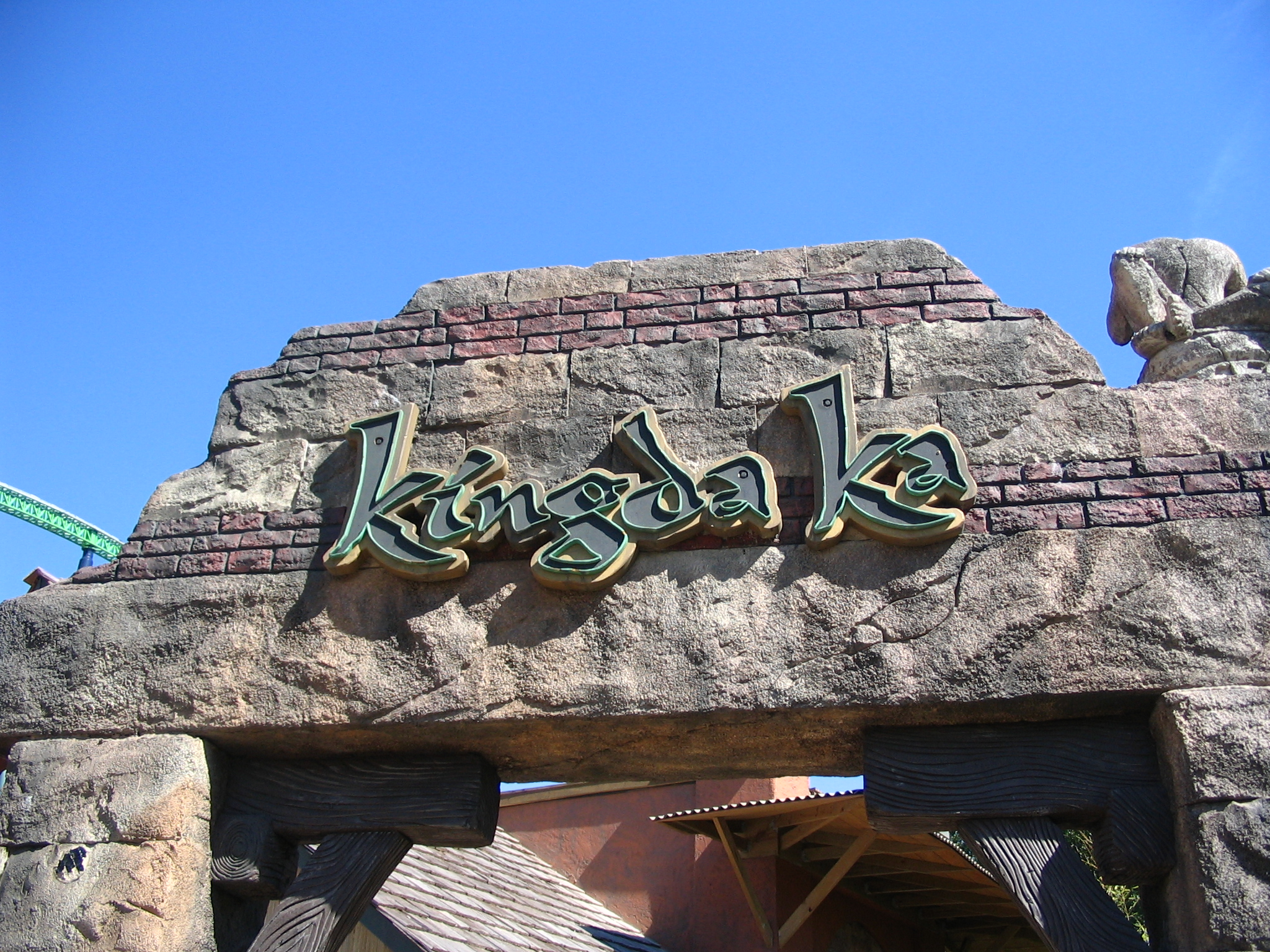
Вход в аттракцион

### Поезда и станция
На Kingda Ka используется четыре поезда, окрашенные для отличия в разные цвета — зелёный, тёмно-синий, бирюзовый и оранжевый — и пронумерованные. В каждом поезде 18 мест по два в ряду. Каждая тележка имеет четыре посадочных места кроме последней, в которой их два. Сиденья заднего ряда приподняты, чтобы обеспечить лучший обзор.

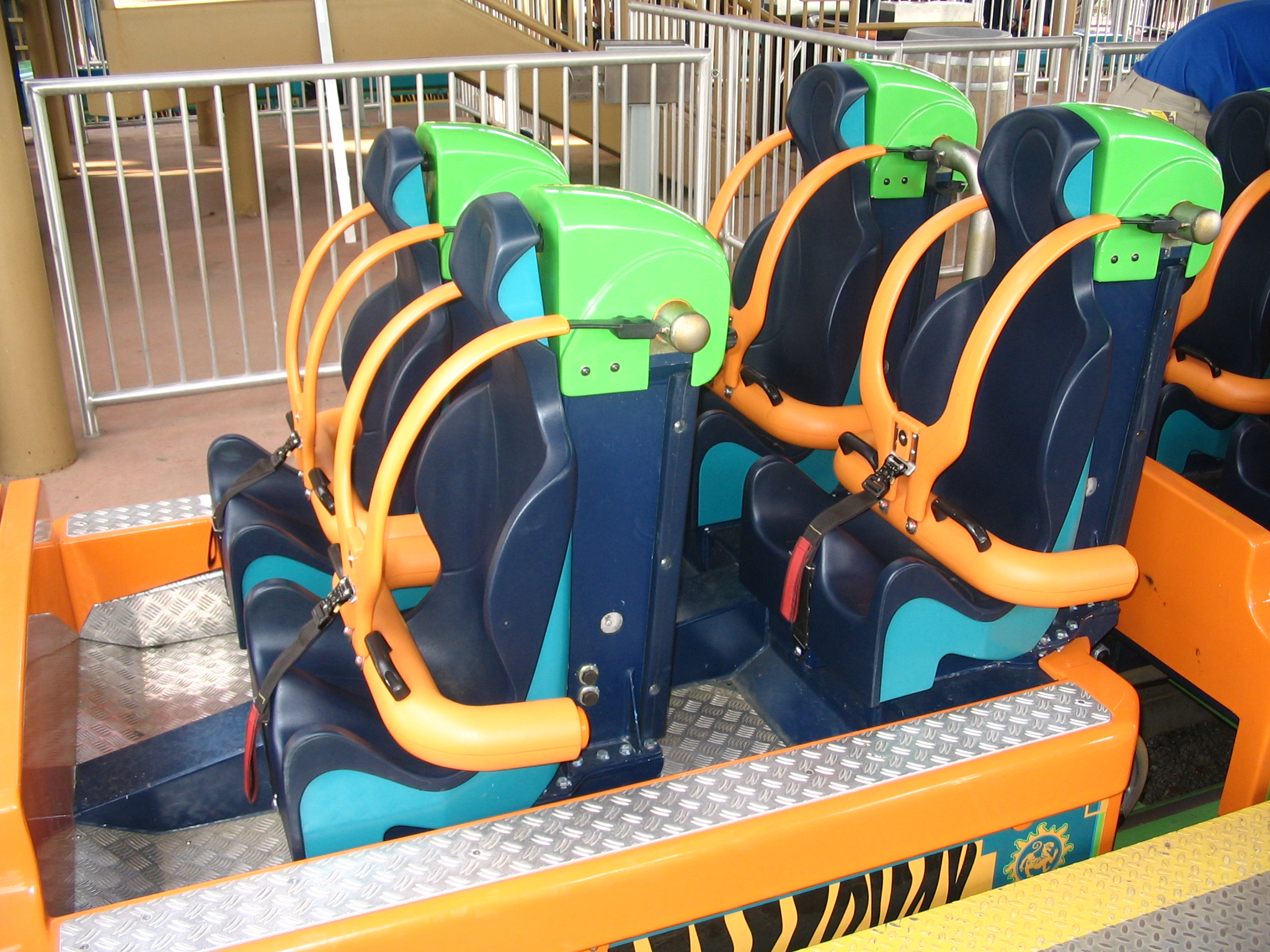
Удерживающие устройства сидений

На каждом поезде есть дополнительный ряд для кресел, что позволяет в будущем увеличить число посадочных мест до 20, добившись увеличения числа посетителей за час с 1400 до 1600. На станции для посадки на дополнительные места уже предусмотрены ворота.

Удерживающее устройство сиденья состоит из толстой жёсткой трубы над коленями и двух гибких лент над плечами. Так как плечевые ленты нежёсткие, места для рук расположены на коленной балке. Устройство дополнительно закрепляется в нижнем положении ремнём на случай отказа основной системы удержания. Для ускорения загрузки работники аттракциона просят посетителей по возможности самостоятельно установить удерживающие устройства в рабочее положение.

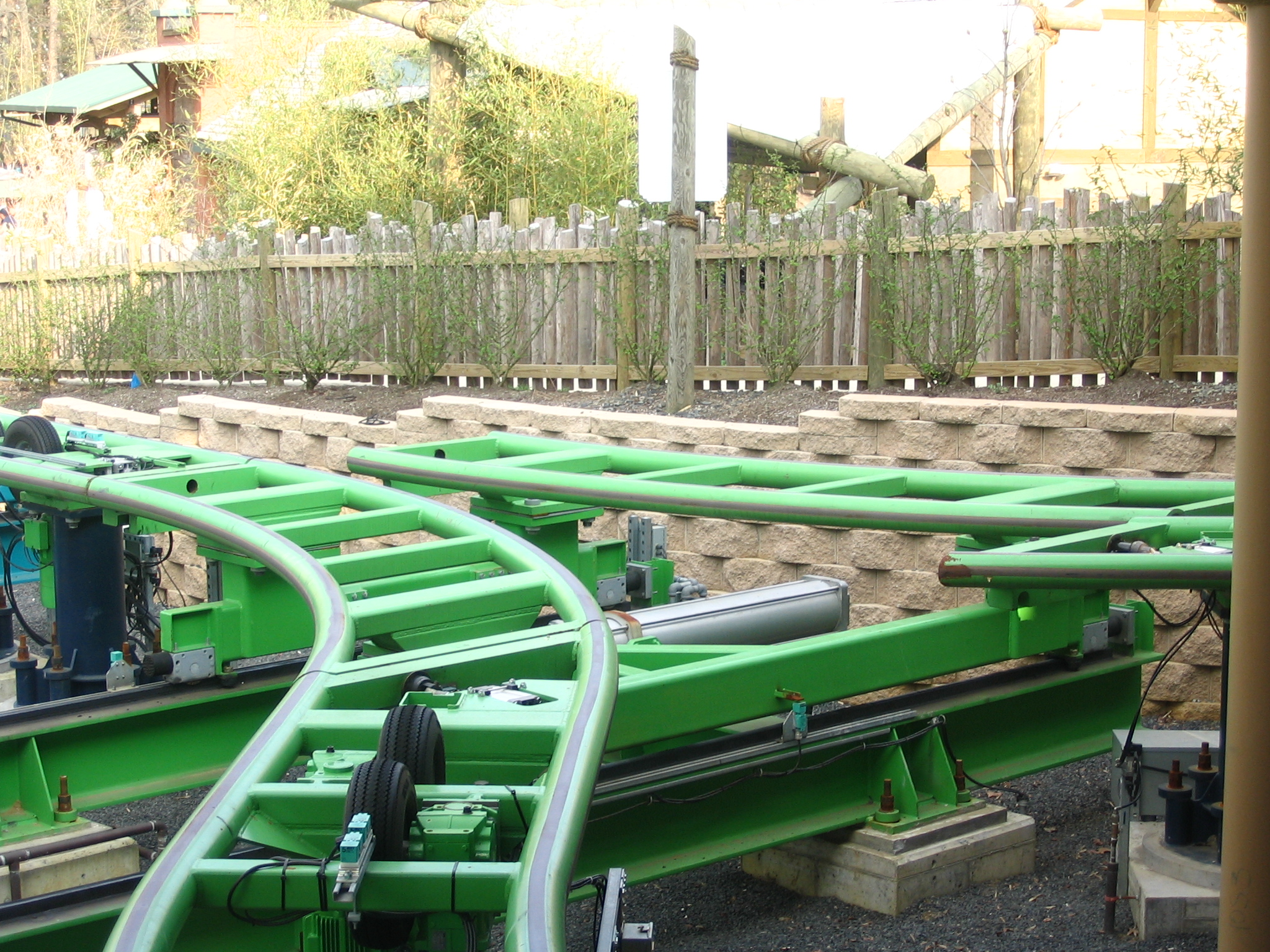
Стрелка на выезде со станции

На станции Kingda Ka имеется два параллельных пути на входе и выходе, снабжённые входной и выходной стрелками. Каждый путь вмещает два поезда, и каждый поезд имеет отдельную платформу для посадки и высадки. Хотя все поезда одинаковы и могут загружаться и выгружаться на любой из платформ, изначально предполагалось, что каждому будет соответствовать определённая платформа. Во время обычной работы аттракциона поезда на одной стороне разгружаются, а на другой — запускаются. Когда используются обе стороны станции, работники направляют посетителей на определённую сторону, где они могут выбрать место в начале или конце поезда. В последние сезоны на аттракционе используется только одна платформа, при этом окончания загрузки очередного по́езда остальные ожидают позади него на станции или на путях. Каждый поезд проверяют два работника, третий осуществляет запуск.

### Откат

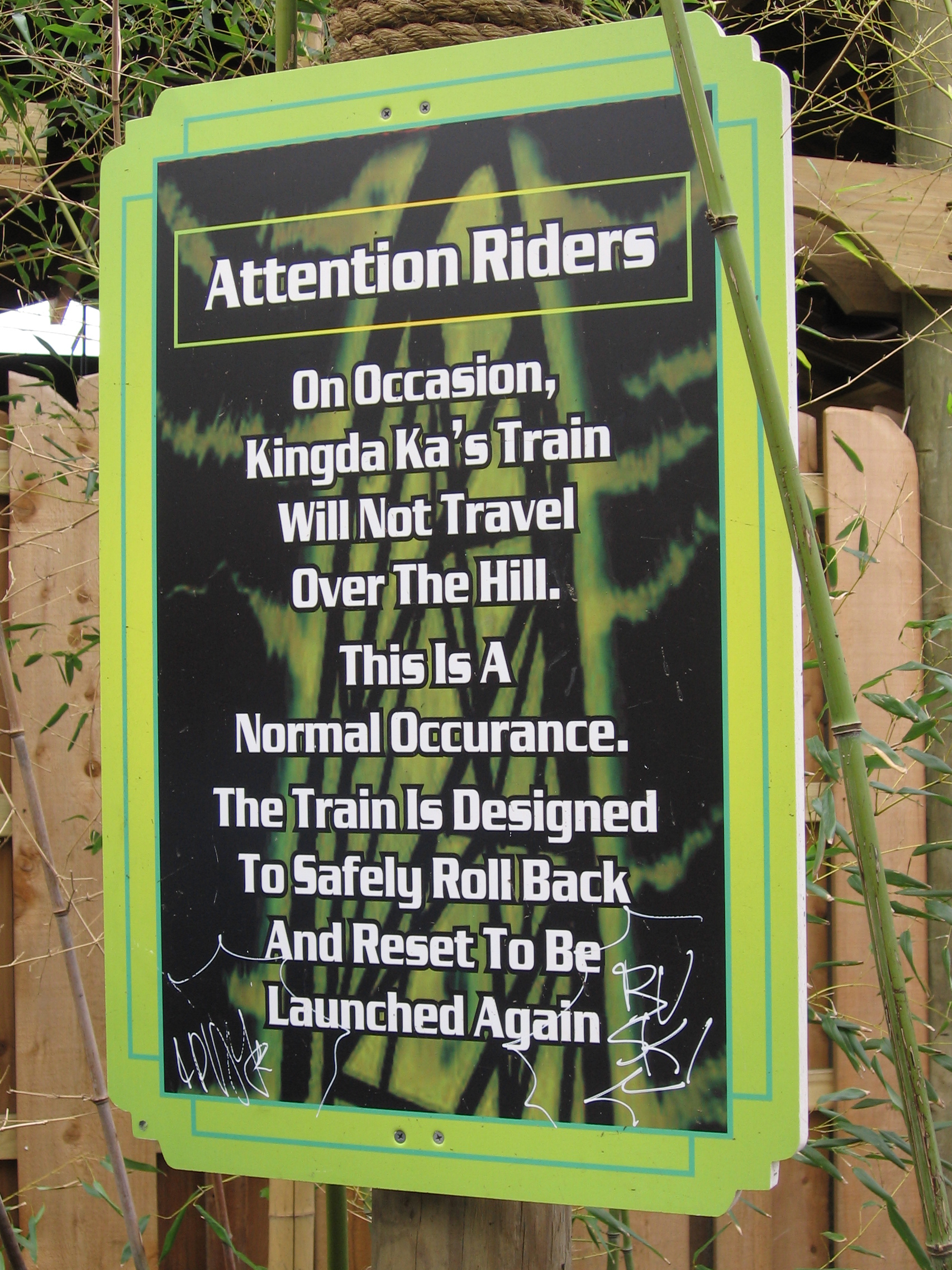
Предупреждение о возможности обратного отката поезда

Иногда поезд может откатываться назад после запуска. Это происходит, если он не смог преодолеть верхнюю точку пути. Чтобы поезд не вернулся на станцию, используются магнитные тормоза на участке запуска.

## Инциденты

### Случай с болтом
8 июня 2005 года в канал пускового троса упал болт, что привело к его повышенному трению и неспособности системы развивать требуемое ускорение. Касание троса внутренних частей канала привело к появлению искр и металлических обломков под поездом. После инцидента аттракцион не работал в течение двух месяцев.
Полученные повреждения потребовали замены троса, небольшого числа уплотнений в двигателе и деталей тормозной системы. Детали тормозов, предназначенные для остановки поезда, откатывающегося на станцию, оказались погнуты во время нештатного движения тележек вперёд. Хотя замены требовали не все детали, их запаса у Six Flags оказалось недостаточно, и пришлось ждать новую партию из Швейцарии. После ремонта требовалось также провести испытания аттракциона. Возвращение Kingda Ka в эксплуатацию произошло 4 августа 2005 года.

### Удар молнии
В мае 2009 года в Kingda Ka ударила молния, что привело к серьёзным повреждениям. Аттракцион не работал три месяца и вновь открылся 21 августа 2009 года.

### Ураган Айрин

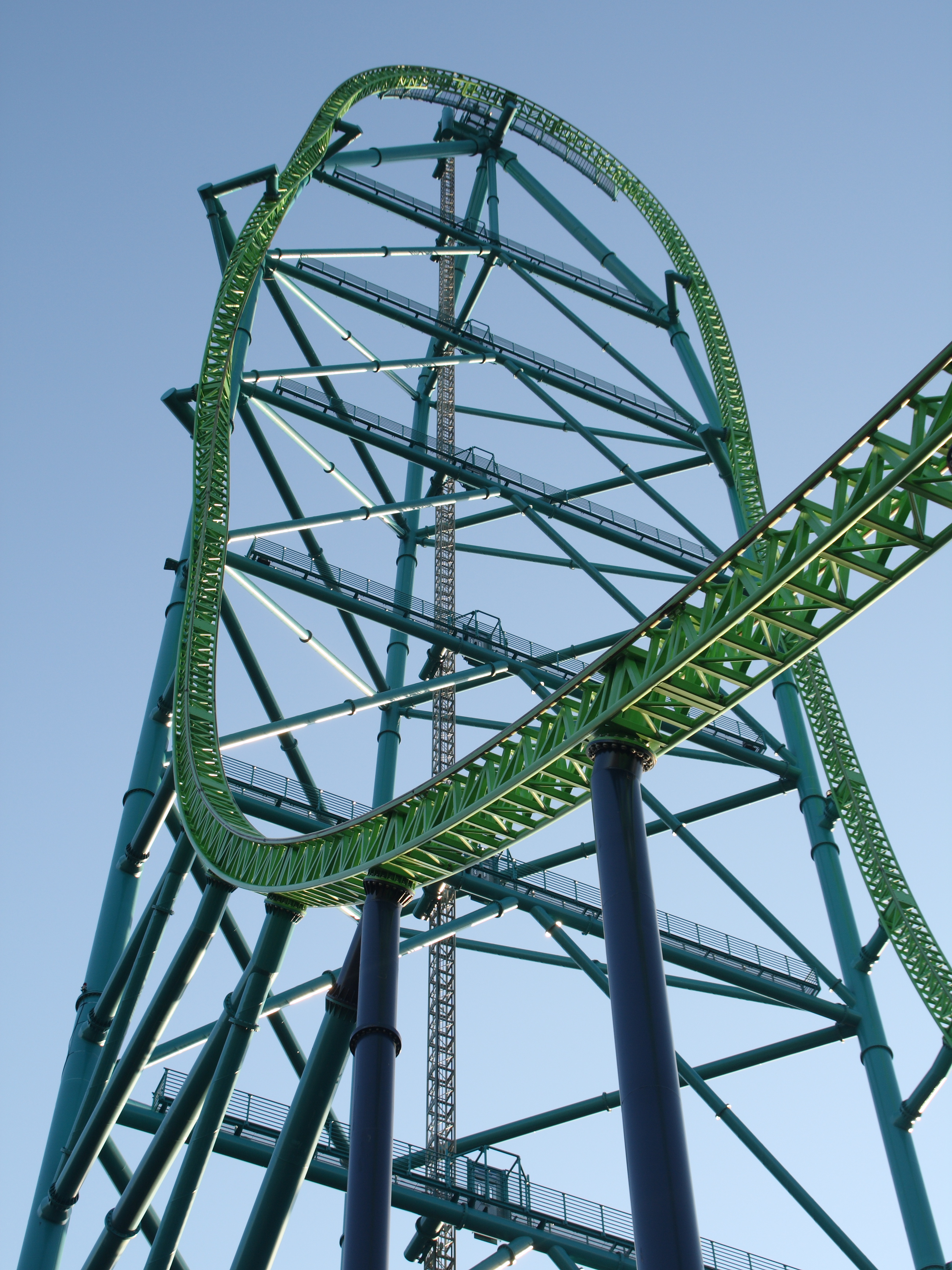
Башня Kingda Ka

27 августа 2011 года Kingda Ka получил неуказанные повреждения незадолго до начала урагана Айрин. Six Flags Great Adventure в этот день не открывался. Неизвестно, нанёс ли ураган дополнительный урон, но американские горки были закрыты весь сезон и снова заработали только 5 апреля 2012 года.

### Инцидент с птицей
26 июля 2012 года около 17:00 в больницу был направлен мальчик, получивший незначительные повреждения при столкновении с птицей. На короткое время работа аттракциона была прервана, затем продолжена в обычном режиме.

## Награды
С 2006 по 2015 год Kingda Ka входит в список 50 лучших стальных американских горок журнала Amusement Today. Наивысшее место — 25 — он занял в 2008 году.